# Podturn pri Dolenjskih Toplicah

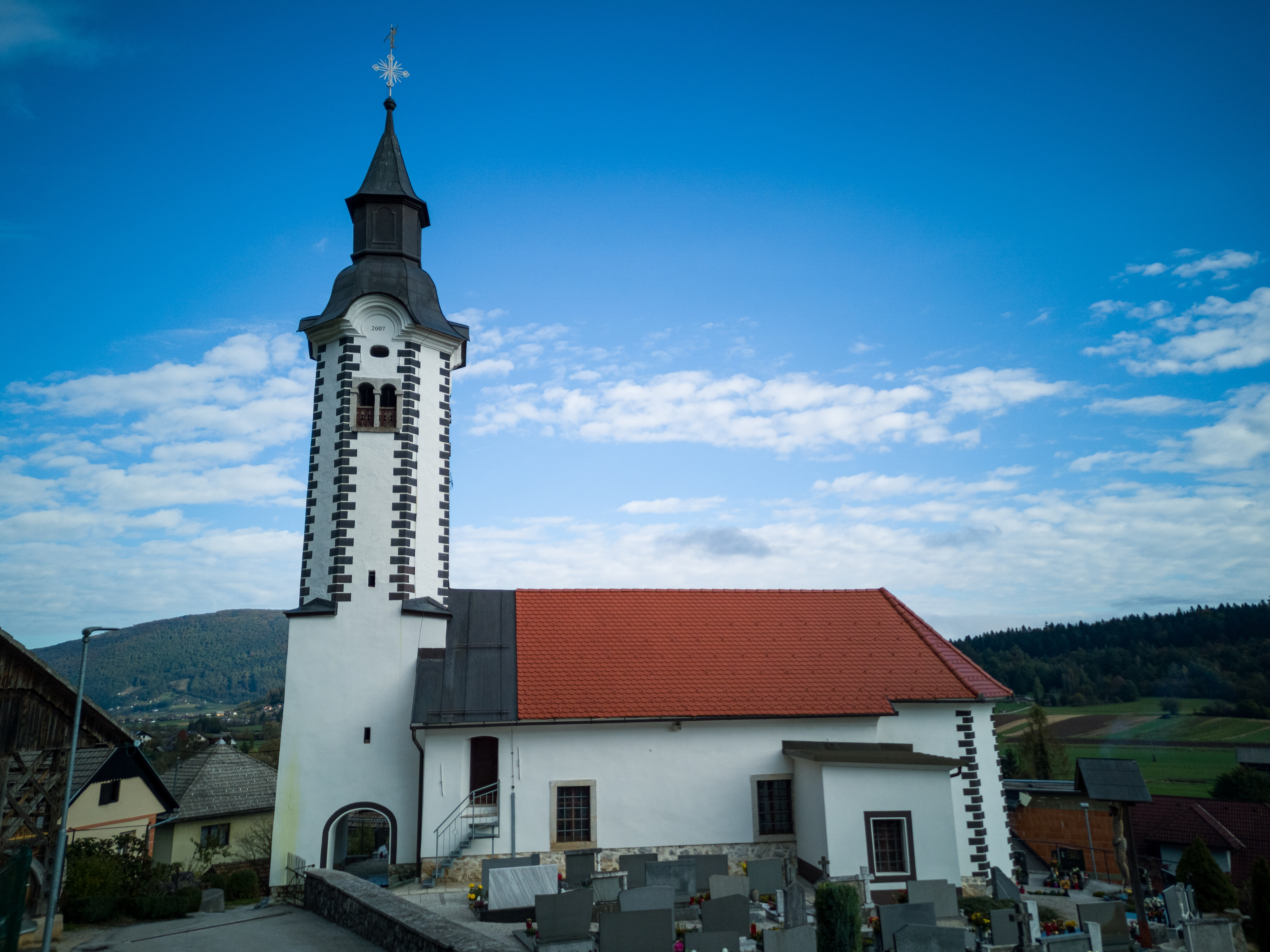
St. Nikolaus in Podturn

Podturn pri Dolenjskih Toplicah – ausgesprochen [pɔˈtuːɾn pɾi dɔˈleːnskix tɔˈpliːtsax] – (Deutsch Unterthurn ) ist ein Ortsteil der slowenischen Gemeinde Dolenjske Toplice (deutscher Name: Töplitz in der Unterkrain) im Südosten des Landes am Nordostrand des Kočevski Rog (deutsch Hornwald).
Die Gegend ist Teil der historischen Region Unterkrain und gehört heute zur Region Jugovzhodna Slovenija (Südost-Slowenien).
Oberhalb von Podturn liegen im Wald die Ruinen des Schlosses Roseck.

## Name
Der Name leitet sich ab von der Lage des Orts unterhalb des Turms des Schlosses Roseck / Roßegg (Roscheck / Rožek).
Im 17. Jahrhundert wurde die Ortschaft Unter den Thurn bzw. Podturnam genannt.  Der Ortsname wurde 1953 von Podturn in Podturn pri Dolenjskih Toplicah geändert.

## Sehenswürdigkeiten, Aktivitäten
- Besichtigung der Nikolaus-Kirche aus dem 17. Jahrhundert.[8][9][10]
- Fliegenfischen in der Radeščica deren Karstquelle sich im Dorf befindet[11]
- Bergwandern im Kočevski Rog oberhalb des Dorfs[12]
- Paragliding von der  Bergspitze Sedlata gorica (815 m) (ein Wanderweg führt vom Dorf zum Aussichtspunkt und Paragilder-Startpunkt)[13][14]
- Freilichtmuseum Kočevski Rog – Baza 20 (deutsch: Hornwald-Partisanenbasis 20)[15], Abteilung des Unterkrainer Museums Novo Mesto (Dolenjski muzej Novo mesto).

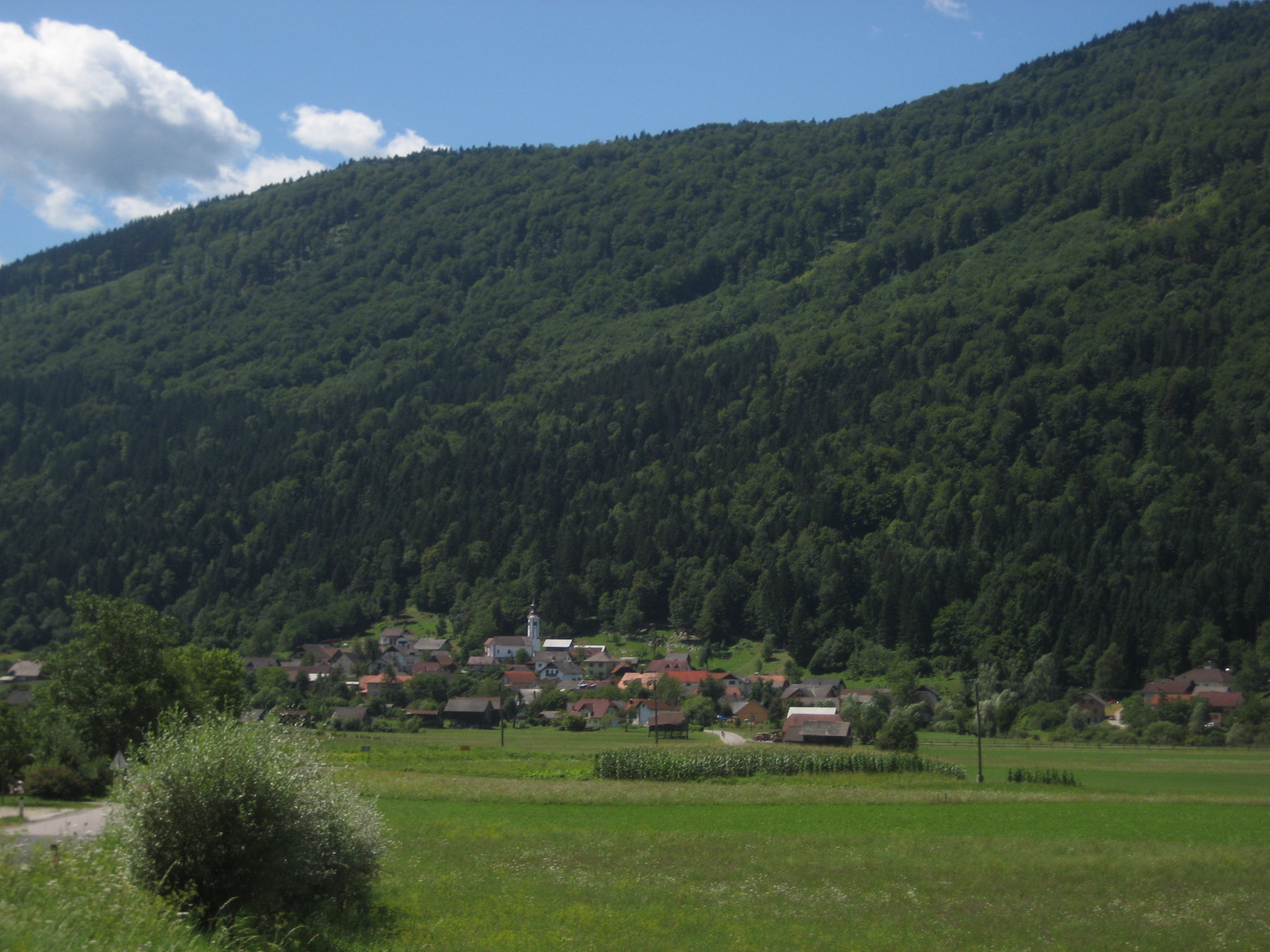
Podturn pri Dolenjskih Toplicah
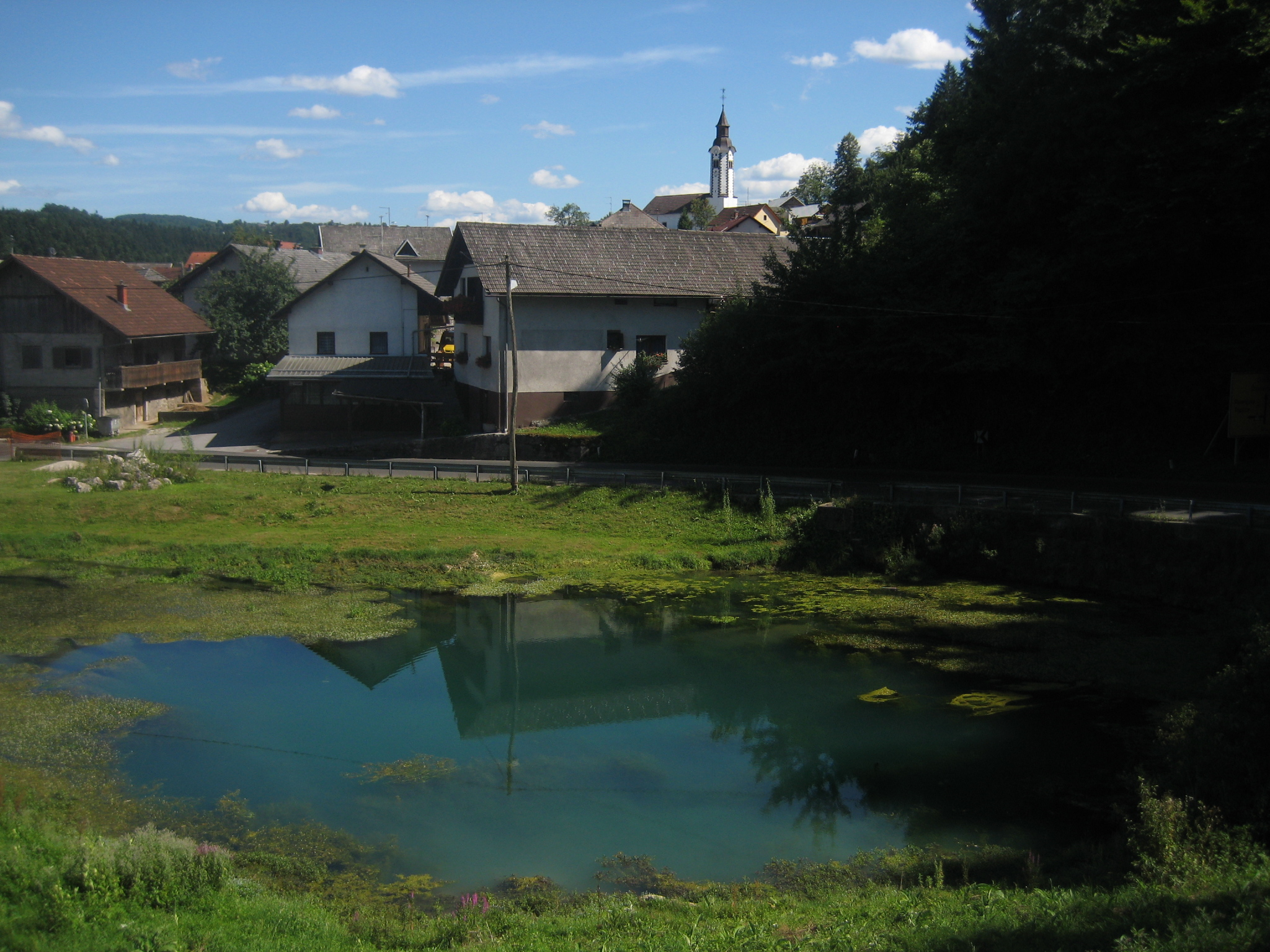
Quelle der Radeščica
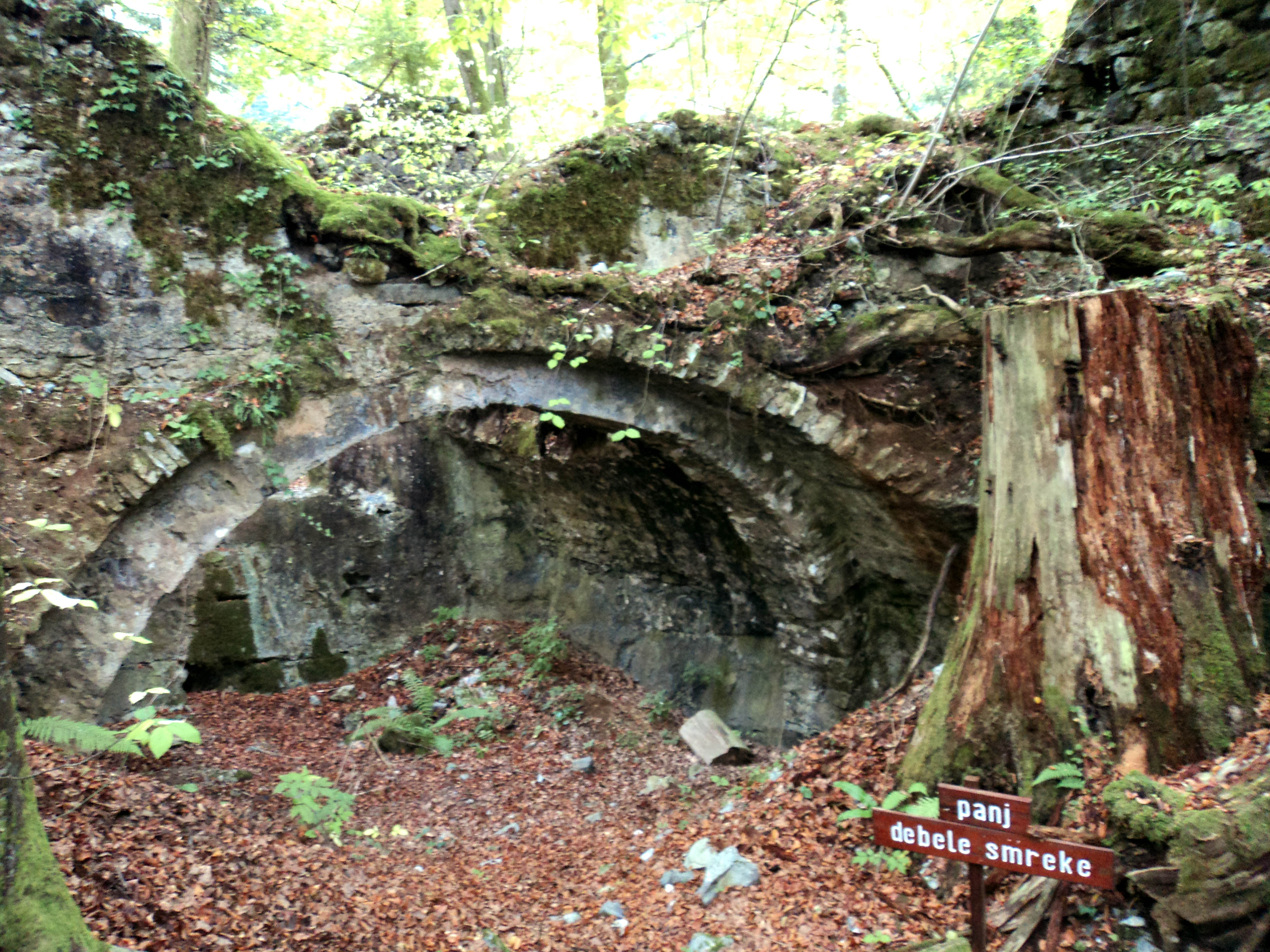
Überreste des Schlosses „Roseck / Rožek“
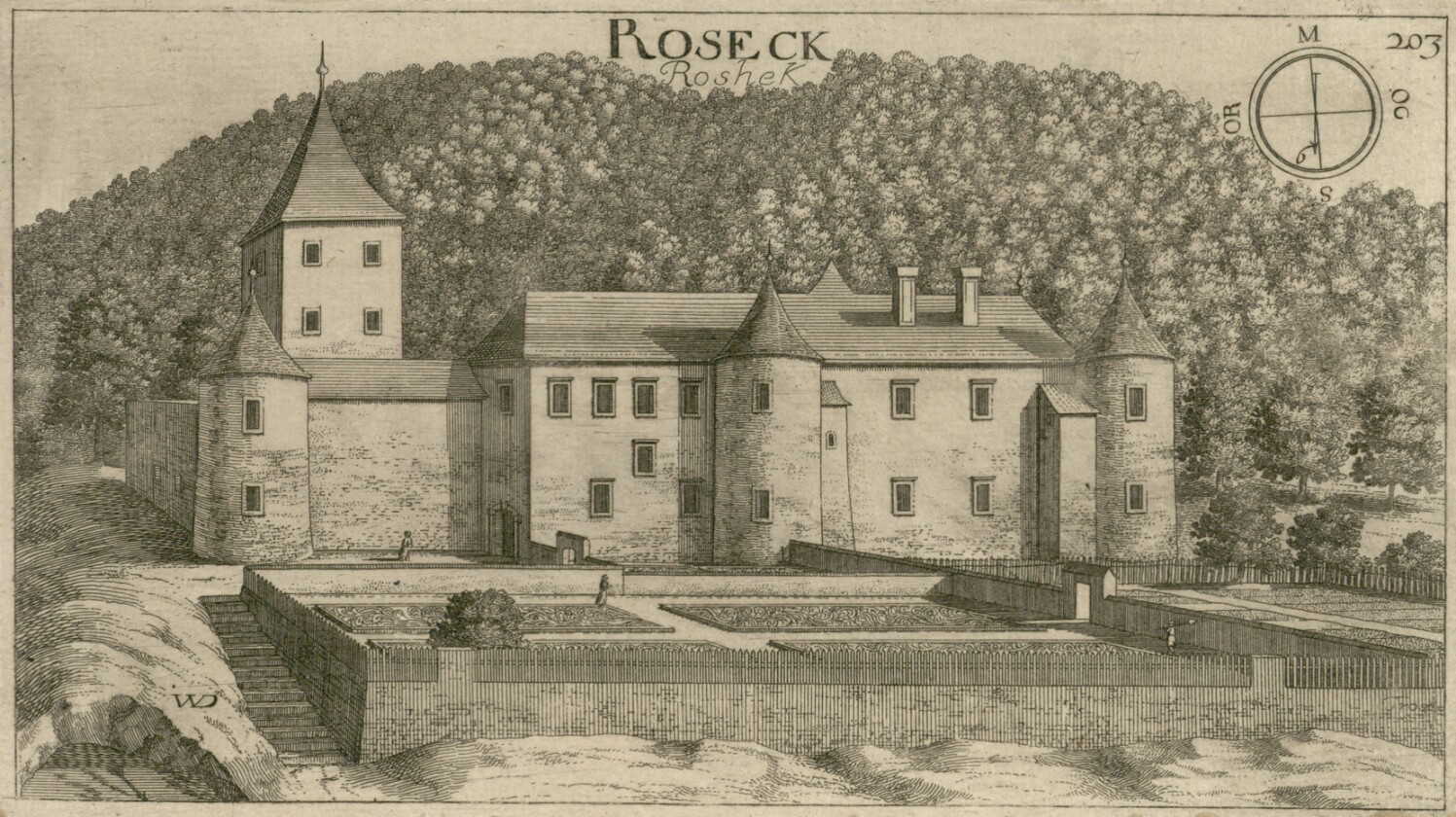
Schloss Roseck 1679 (Johann Weichard von Valvasor)